# Мендзыхуд
Мендзыхуд (пол. Międzychód, нем. Birnbaum) — город в Польше, входит в Великопольское воеводство, Мендзыхудский повят. Имеет статус городско-сельской гмины. Занимает площадь 6,98 км². Население 10 847 человек (по состоянию на 2013 год).

## История
Основан в 1400 году. В период Речи Посполитой находился в составе Познанского воеводства. До XVI века принадлежал Анджею Нешковскому, который в 1505 году продал его Томашу Кшижановскому. В середине XVI века город принадлежал мендзыжечскому кастеляну Станиславу Остророгу и познанскому судье Миколаю Скоре из Гая.
Город был центром Реформации. Семья Остророгов во время правления Сигизмунда Августа присоединилась к Реформации, вернув церковь своим единоверцам. В 1591 году Ян Остророг обратился обратно в католичество, отобрав церковь у протестантов и построив на месте деревянной церкви новую из обожжённого кирпича.
В 1597 году город и окружающие его поместья были куплены Унруговыми, выходцами из Нижней Силезии, которые владели ими в течение двух столетий, заселяя территорию немецкими протестантами. В 1720 году в городе родился Ян Даниэль Яноцкий, библиограф, библиотекарь и префект библиотеки Залуских.
В результате Второго раздела Речи Посполитой в 1793 году город перешёл во владения Пруссии и, как и вся Великая Польша, оказался в прусском разделе. Он был описан как город в Географическом словаре Царства Польского XIX века. В 1811 году здесь было 262 дома с 1 679 жителями, а в 1843 году их число возросло до 2 637, включая 1 877 христиан и 769 израильтян.
Зимой 1945 года здесь размещался штаб 1-го Белорусского фронта.

## Достопримечательности
- Церковь Мученичества Святого Иоанна Крестителя[пол.]
- Костёл Непорочного Сердца Марии[пол.]
- Краеведческий музей[пол.]